# Panteón Margallo
El Panteón Margallo  es un panteón militar historicista neogótico situado en el cementerio municipal de la Purísima Concepción de la ciudad española de Melilla.

## Historia
Fue construido en 1893 y 1896 según proyecto del ingeniero militar José Ferrer y Llosas,  y dirección de los tenientes Bernardo Manzano Valdés, Manuel Guia Fernández y Carlos Peñuelas Calvo gracias a una suscripción popular a nivel nacional para acoger los restos de los fallecidos de la guerra de Margallo, si bien también en él fueron sepultados militares de la guerra de Melilla.

## Descripción
Está construido en piedra de la región y su planta es cuadrada.

### Exterior

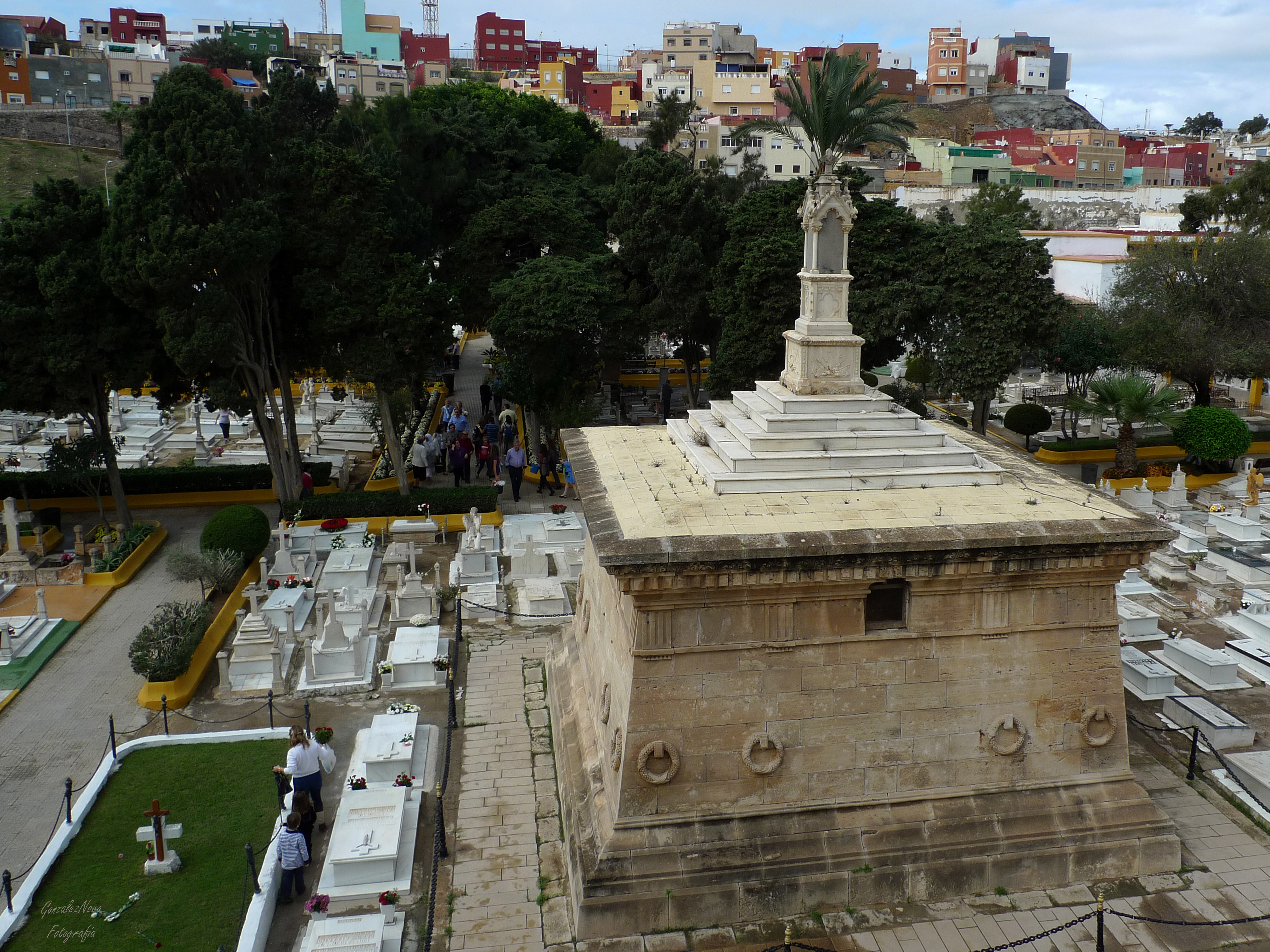

Sus fachadas están realizadas en piedra de cantería, con un basamento, tras el que se sitúan unos paños, en el cual se halla la puerta en el lado noroeste, con tres escalones y encercada. Estos paños adornados con coronas funerarios, tras el que hay unas guirnaldas, encima de las cuales se sitúa un entablamento con triglifos sin metopas que conduce a la cornisa y esta a una cúspide escalonada que termina en un templete de mármol, compuesto por un cuerpo de columnillas acabadas en gárgolas que da paso a un frontón en cada cara, sobre las que se levanta un chapitel piramidal.

### Interior

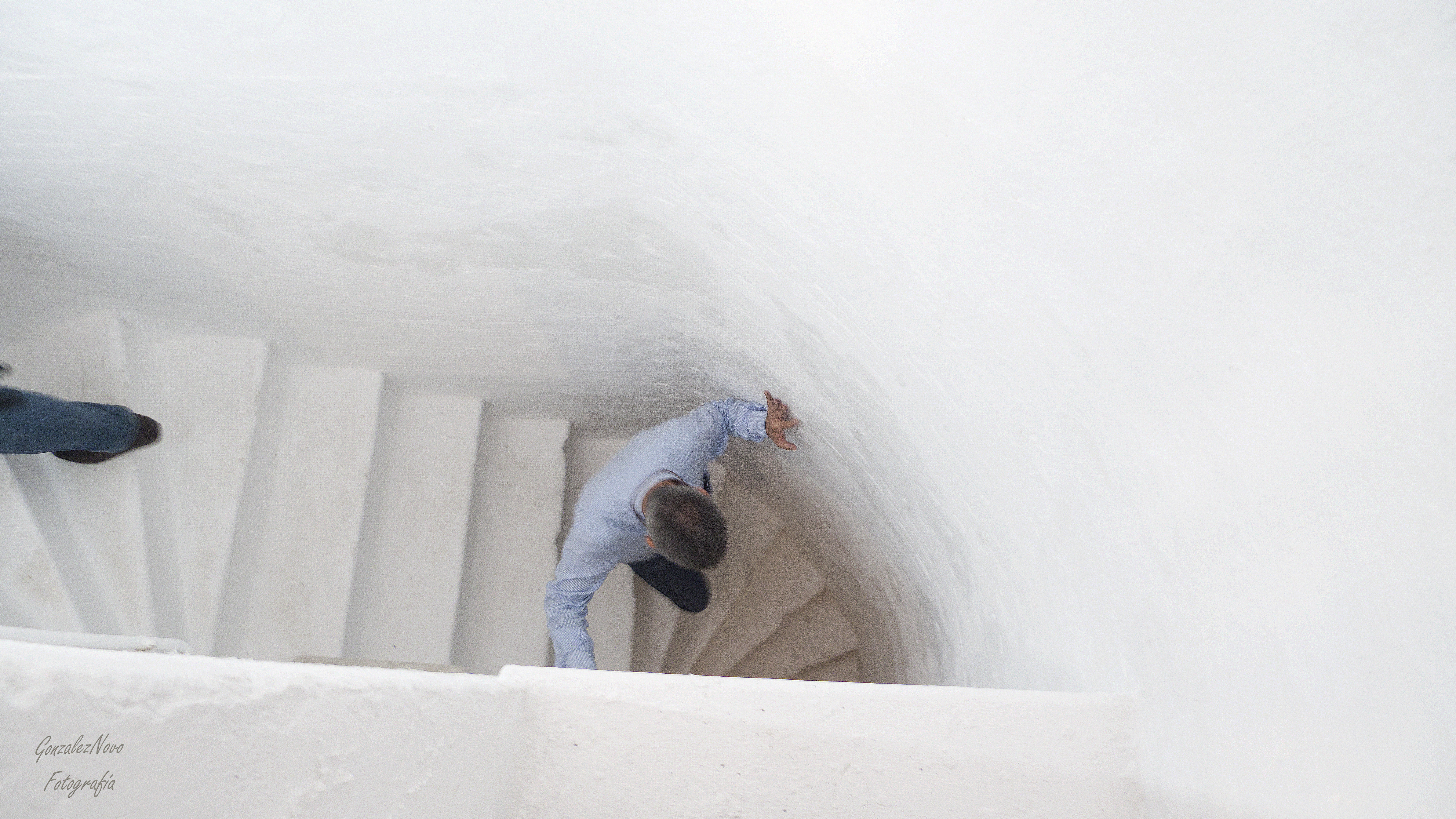

En la planta baja se encuentra la capilla, pintada con blanco con los detalles en amarillo, con un altar y una bóveda de crucería, mientras que en una planta sótano con bóveda de cañón se sitúan las sepulturas, entre ellas la del general Juan García y Margallo.